# Cremnops elegantissimus
Cremnops elegantissimus är en stekelart som beskrevs av Gyöö Viktor Szépligeti 1908. Cremnops elegantissimus ingår i släktet Cremnops och familjen bracksteklar. Inga underarter finns listade i Catalogue of Life.